# ルカ・ビガッツィ
ルカ・ビガッツィ（Luca Bigazzi，1958年12月9日-）は、イタリア・ミラノ出身の映画撮影監督である。

## 人物
現在までにダヴィッド・ディ・ドナテッロ撮影賞を7度受賞（史上最多）しているほか、パオロ・ソレンティーノ監督作『ヤング・ポープ 美しき異端児』でイタリア出身の撮影監督として初めてエミー賞の撮影賞（リミテッドシリーズ／テレビ映画部門）にノミネートされた。

## 略歴
アシスタントディレクターとして広告業界で働くかたわら写真撮影を学び、1983年にシルヴィオ・ソルディーニ監督の中編『Paesaggio con figure』で映画撮影監督としてデビュー。ジャンニ・アメリオ監督作『Lamerica』（1995年）で初のダヴィッド・ディ・ドナテッロ撮影賞を獲得した。シルヴィオ・ソルディーニ、ジャンニ・アメリオ、パオロ・ソレンティーノの監督作品を数多く手がけている。     

## フィルモグラフィー
- Paesaggio con figure（1983年）
- Giulia in ottobre（1984年）
- Cuore in gola（1988年）
- Antonio e Cleo（オムニバス映画『Provvisorio quasi d'amore』中の一篇）（1988年）
- L'aria serena dell'ovest（1990年）
- Morte di un matematico napoletano（1991年）
- Ultimo respiro（1992年）
- Manila Paloma Blanca（1992年）
- Nero（1992年）
- Un'anima divisa in due（1993年）
- Miracoli. Storie per corti（1994年）
- Lamerica（1995年）
- Lo zio di Brooklyn（1995年）
- 愛に戸惑って L'amore molesto（1995年）
- Un eroe borghese（1995年）
- Luna e l'altra（1996年）
- Correre contro（1996年）
- I vesuviani（1997年）
- Testimone a rischio（1997年）
- アクロバットの女たち Le acrobate（1997年）
- いつか来た道 Così ridevano（1998年）
- Totò che visse due volte（1998年）
- もうひとつの世界 Fuori dal mondo（1998年）
- L'albero delle pere（1998年）
- ベニスで恋して Pane e tulipani（1999年）
- Tipota（1999年）
- Preferisco il rumore del mare（1999年）
- Questo è il giardino（1999年）
- 明日、陽はふたたび Domani（2001年）
- Le parole di mio padre（2001年）
- 風の痛み Brucio nel vento（2002年）
- 愛という名の旅 Un viaggio chiamato amore（2002年）
- 愛の果てへの旅 Le conseguenze dell'amore（2004年）
- 家の鍵 Le chiavi di casa（2004年）
- 愛はふたたび L'amore ritrovato（2004年）
- Mi piace lavorare (Mobbing)（2004年）
- Ovunque sei（2004年）
- 野良犬たちの掟 Romanzo criminale（2005年）
- La guerra di Mario（2005年）
- 愛と欲望　ミラノの霧の中で A casa nostra（2006年）　※イタリア映画祭2007上映時タイトル『私たちの家で』
- 星なき夜に La stella che non c'è（2006年）
- L'amico di famiglia（2006年）
- まなざしの長さをはかって La giusta distanza（2007年）
- L'ora di punta（2007年）
- イル・ディーヴォ　魔王と呼ばれた男 Il divo（2008年）
- Fuga dal call center（2008年）
- ジュリアは夕べに出かけない Giulia non esce la sera（2009年）
- Magari le cose cambiano（2009年）
- まっさらな光のもとで Lo spazio bianco（2009年）
- トスカーナの贋作 Copia conforme（2010年）
- ラ・パッショーネ La passione（2010年）
- 至宝　ある巨大企業の犯罪 Il gioiellino（2011年）
- きっと　ここが帰る場所 This Must Be the Place（2011年）
- ある海辺の詩人　小さなヴェニスで Io sono Li（2011年）
- バッグにはクリプトナイト La kryptonite nella borsa（2011年）
- Medici con l'Africa（2012年）
- L'intervallo（2012年）
- ふたりの特別な一日 Un giorno speciale（2012年）
- グレート・ビューティー/追憶のローマ La grande bellezza（2013年）
- L'intrepido（2013年）
- 初雪 La prima neve（2013年）
- Il Natale della mamma imperfetta（2013年）
- 幸せの椅子 La sedia della felicità（2014年）
- Nessuno siamo perfetti（2015年）
- グランドフィナーレ Youth - La giovinezza（2015年）
- Viva la sposa（2015年）
- Un bacio（2015年）
- ヤング・ポープ　美しき異端児 The Young Pope（2016年）　※テレビシリーズ
- ナポリの隣人 La tenerezza（2017年）　※イタリア映画祭2018上映時タイトル『世情』
- シシリアン・ゴースト・ストーリー Sicilian Ghost Story（2017年）　※イタリア映画祭2018上映時タイトル『シチリアン・ゴースト・ストーリー』
- ロング，ロングバケーション Ella & John - The Leisure Seeker（2017年）
- LORO　欲望のイタリア Loro（2018年）
- Io sono Tempesta（2018年）
- ニュー・ポープ 悩める新教皇 The New Pope（2019年）　※テレビシリーズ
- La compagnia del Cigno（2019年）　※テレビシリーズ
- ムツェンスク郡のマクベス夫人 Lady Macbeth of Mtsensk（2019年）　 ※オペラ
- 内なる檻 Ariaferma（2021年）
- はちどり l colibrì（2022年）
- 乾いたローマ Siccità（2022年）
- La storia（2023年）　※テレビシリーズ
- Amusia（2023年）

## 主な受賞
- プライムタイム・エミー賞撮影賞
  - 2017年： パオロ・ソレンティーノ『ヤング・ポープ　美しき異端児』 （リミテッドシリーズ／テレビ映画部門）
- ダヴィッド・ディ・ドナテッロ撮影賞
  - 1995年：ジャンニ・アメリオ『Lamerica』
  - 2000年：シルヴィオ・ソルディーニ『ベニスで恋して』
  - 2005年：パオロ・ソレンティーノ『愛の果てへの旅』
  - 2006年：ミケーレ・プラチド『野良犬たちの掟』
  - 2009年：パオロ・ソレンティーノ『イル・ディーヴォ　魔王と呼ばれた男』
  - 2012年：パオロ・ソレンティーノ『きっと　ここが帰る場所』
  - 2014年：パオロ・ソレンティーノ『グレート・ビューティー/追憶のローマ』
- ナストロ・ダルジェント撮影賞
  - 1995年：ジャンニ・アメリオ『Lamerica』
  - 2002年：シルヴィオ・ソルディーニ『風の痛み』
  - 2005年：ジャンニ・アメリオ『家の鍵』、パオロ・ソレンティーノ『愛の果てへの旅』、ミケーレ・プラチド『Ovunque sei』
  - 2012年：パオロ・ソレンティーノ『きっと　ここが帰る場所』
  - 2013年：パオロ・ソレンティーノ『グレート・ビューティー/追憶のローマ』
  - 2015年：パオロ・ソレンティーノ『グランドフィナーレ』
  - 2017年：ジャンニ・アメリオ『ナポリの隣人』、ファビオ・グラッサドニア＆アントニオ・ピアッツァ『シシリアン・ゴースト・ストーリー』
- バーリ国際映画祭撮影賞／ジュゼッペ・ロトゥンノ賞
  - 2009年：パオロ・ソレンティーノ『イル・ディーヴォ　魔王と呼ばれた男』
  - 2010年：フランチェスカ・コメンチーニ『まっさらな光のもとで』
  - 2012年 ：アンドレア・セグレ『ある海辺の詩人　小さなヴェニスで』、パオロ・ソレンティーノ『きっと　ここが帰る場所』、アンドレア・モライヨーリ『至宝　ある巨大企業の犯罪』
- チャック・ドーロ撮影賞
  - 1996年：マリオ・マルトーネ『愛に戸惑って』、ダニエーレ・チプリ＆フランコ ・マレスコ『Lo zio di Brooklyn』
  - 1999年：ジャンニ・アメリオ『いつか来た道』、ジュゼッペ・ピッチョーニ『もうひとつの世界』
  - 2007年：パオロ・ソレンティーノ『L'amico di famiglia』、ジャンニ・アメリオ『星なき夜に』
  - 2012年：パオロ・ソレンティーノ『きっと　ここが帰る場所』、アンドレア・セグレ『ある海辺の詩人　小さなヴェニスで』、イヴァン・コトロネオ『バッグにはクリプトナイト』
- イタリア・ゴールデングローブ撮影賞
  - 1993年：マリオ・マルトーネ『Morte di un matematico napoletano』
  - 2002年：シルヴィオ・ソルディーニ『風の痛み』
  - 2013年：パオロ・ソレンティーノ『グレート・ビューティー/追憶のローマ』